# Lester Flatt
Lester Raimond Flatt  (* 19. Juni 1914 im Overton County, Tennessee; † 11. Mai 1979 in Nashville) war ein US-amerikanischer Country-Sänger und Gitarrist.

## Leben

### Kindheit
Seine Eltern Nannie Mae Haney und Isaac Columbus Flatt spielten beide Banjo und Lester lernte Gitarre und Banjo. Schon mit sieben Jahren war er im Kirchenchor, für seinen Gesang war er im Ort und der Umgebung bekannt.

### Anfänge
Lester Flatt wurde als Teenager Textilarbeiter in einer Seidenfabrik in Sparta, North Carolina, hörte aber noch viel Hillbilly-Musik, war ein Fan der Monroe-Brothers und spielte noch selbst Instrumente. Seine ebenfalls in der Fabrik beschäftigte Frau Gladys konnte auch singen und Gitarre spielen. 1934, nach Schließung der Fabrik, zogen er und seine Frau nach McMinnville, Tennessee und arbeiteten in einer Seidenfabrik in Johnson City. Im nächsten Jahr wurden sie von ihrer Firma in die Nähe von Roanoke, Virginia versetzt. Dort traten sie nach Feierabend als Duo auf. 1939 trat Lester mit Freunden aus Tennessee im Radio als „The Harmonizers“ auf. Aus gesundheitlichen Gründen gab er seine Arbeit in der Fabrik auf und konzentrierte sich ganz auf die Musik. Im Herbst 1940 zogen die Flatts nach Burlington, North Carolina. Dort trat er mit den Happy-Go-Lucky Boys mit Clyde Moody auf, der schon mit Bill Monroe gearbeitet hat. 1943 wurden die Flatts von Charlie Monroe engagiert. In diesen Formationen sang Lester Flatt Tenor und spielte Mandoline.

### Karriere
Lester Flatt stieg aus, wurde Trucker und arbeitete in North-Carolina beim Radio. Dort erhielt er ein Telegramm von Bill Monroe, er wollte mit Flatt in der Grand Ole Opry auftreten. Flatt stieg in Monroes Band „Blue Grass Boys“ ein, verließ sie aber 1948, zwei Wochen nach dem Ausstieg von Earl Scruggs, da Monroe sehr viel auf Tournee ging.
Flatt und Scruggs beschlossen, zusammen Radioarbeit zu machen. Mac Wiseman und die Ex Blue-Grass-Boys Jim Shumate an der Fiddle und Howard Watts (Künstlername Cedric Rainwater) am Bass wurden 1948 in Hickory, North Carolina, ihre Begleitband, die Foggy Mountain Boys.
Bis 1969 war dies eine der erfolgreichsten Bluegrassgruppen. Als Wiseman ausstieg, ersetzte ihn der Mandolinist Curly Seckler. 1955 bekamen sie ihre eigene Fernsehshow und wurden Mitglieder der Grand Ole Opry. Sie waren mehr auf Tournee als zu Monroes Zeiten.
Lester Flatt und Earl Scruggs trennten sich 1969, und Flatt gründete die Band Nashville Grass. Er selbst spielte Gitarre, Roland White Mandoline, Vic Jordan Banjo, Paul Warran Fiddle, Josh Graves Dobro und Jake Tulloch Bass. Jordan verließ hierfür Bill Monroes Band. 1972 stieg er bei Nashville Grass aus, um bei der Earl Scruggs Revue mitzumachen. Flatts Banjospieler wurde Haskell McCormick und der zwölfjährige Marty Stuart im selben Jahr Gitarrist der Band.
1979 musste Flatt ins Krankenhaus. Für seine anschließende Erholungsphase bat er Curly Seckler, Nashville Grass zu leiten. Lester Flatt starb bei einem weiteren Krankenhausaufenthalt einen Monat nach seinem letzten Opry-Auftritt am 11. Mai 1979. 1992 wurde Flatt postum neben Earl Scruggs und Bill Monroe als erster Künstler in die International Bluegrass Music Hall of Fame aufgenommen.

## Diskografie
Die Diskografie von Flatt & Scruggs siehe Flatt & Scruggs.

### Singles
| Jahr               | Titel                                                              | Anmerkungen     |
| ------------------ | ------------------------------------------------------------------ | --------------- |
| Mercury Records    |                                                                    |                 |
| 1969               | Great Big Woman / I Live The Life Of Riley                         |                 |
| 1970               | Regina / Reuben James                                              |                 |
| Nugget Nrd Records |                                                                    |                 |
| 1971               | Drink That Mash And Talk That Trash / Sunny Side Of The Mountain   |                 |
| RCA Victor Records |                                                                    |                 |
| 1971               | I Can’t Tell The Boys From The Girls / Everybody Has One (But You) |                 |
| 1971               | Will You Be Loving Another Man / Jimmie Brown The Newsboy          | mit Mac Wiseman |
| 1971               | Don’t Take It So Hard Mr Webster / Father’s Table Grace            |                 |
| 1971               | Blue Birds Are Singing For Me / We’ll Meet Again Sweetheart        | mit Mac Wiseman |
| 1971               | Kentucky Ridgerunner / Roll In My Sweet Baby’s Arms                |                 |
| 1972               | Salty Dog Blues / Mama’s And Daddy’s Little Girl                   | mit Mac Wiseman |
| 1972               | You’re Still Mine Tonight / Backin' Back To Birmingham             |                 |
| 1972               | Me And Your Memory / On The Southbound                             | mit Mac Wiseman |
| 1972               | February Snow / Foggy Mountain Breakdown                           |                 |
| 1973               | Blue Ridge Cabin Home / Waiting For The Boys To Come Home          | mit Mac Wiseman |
| 1973               | This Man Jesus / I’ve Been Away So Long                            |                 |
| 1974               | Before You Go / Love’s Come Over Me                                |                 |
| CMH Records        |                                                                    |                 |
| 1976               | I Live The Life Of Riley / Black Eyed Suzy                         |                 |

### Alben
- 1970 Flatt Out
- 1970 The One and Only
- 1971 Flatt on Victor
- 1971 Lester ’n Mac (Mit Mac Wiseman)
- 1972 Kentucky Ridgerunner
- 1972 On the Southbound
- 1972 Foggy Mountain Breakdown
- 1973 Country Boy
- 1973 Over the Hills to the Poorhouse
- 1974 Before you go
- 1974 The best
- 1974 Bluegrass Festival (live mit Bill Monroe)
- 1975 Flatt Gospel
- 1975 Lester Raymond Flatt
- 1976 Rollin'
- 1976 Heaven’s Bluegrass Band
- 1977 Living Legend
- 1977 Live at the Bluegrass Festival
- 1978 Pickin' Time
- 1979 Fantastic Pickin'
- 1979 America’s greatest Breakdown Fiddle